# Mégantic—Frontenac
Pour les articles homonymes, voir Mégantic et Frontenac.
Mégantic—Frontenac fut une circonscription électorale fédérale située en Estrie au Québec. Elle fut représentée de 1935 à 1949.
La circonscription a été créée en 1933 avec des parties de Mégantic et de Richmond—Wolfe. Elle fut abolie en 1947 et redistribuée parmi les circonscriptions de Beauce, Compton—Frontenac et de Mégantic.

## Géographie
La circonscription de Mégantic—Frontenac comprenait:
- Le comté de Mégantic, excluant une partie de territoire situé entre les municipalités de Leeds, Leeds-Est, Saint-Jacques-de-Leeds, Nelson, Sainte-Anastasie-de-Nelson et Lyster
- Une partie du comté de Frontenac, incluant les municipalités de Courcelles, Saint-Vital-de-Lambton, Saint-Évariste-de-Forsyth, Saint-Méthode-d'Adstock, Saint-Sébastien, Lambton et Saint-Évariste Station
- Une partie du comté de Wolfe, incluant les municipalités de Garthby, Stratford, Wolfestown, la ville de Disraeli et les villages de Disraeli et de Beaulac.

## Députés
1. 1935-1940 — Eusèbe Roberge, PLC
2. 1940-1949 — Joseph Lafontaine, PLC

- PLC = Parti libéral du Canada